# Les Préjugés
Pour plus de détails, voir Fiche technique et Distribution.
Les Préjugés (titre original : Southern Pride) est un film muet américain, réalisé par Henry King et sorti en 1917.

## Synopsis
Les seuls descendants d'une pauvre mais fière famille créole de La Nouvelle-Orléans sont Lucie De Montrand, son frère François et leur tante Jeanne. Deux hommes sont amoureux de Lucie : James Morgan, un riche propriétaire de plantation, qui est le préféré de la tante, et Robert Orme, qui a la préférence de Lucie.
Désirant à tout prix gagner les faveurs de la vamp locale, François lui donne les bijoux que Gaspar La Roche, un vieil antiquaire, avait donnés auparavant à Lucie. Mais, quand Lucie ne peut les porter lors d'un bal, Gaspar refuse de croire qu'elle ne peut expliquer ce qu'ils sont devenus. Il suggère que, si elle l'épouse, elle pourra garder les bijoux, mais que, dans le cas contraire, elle devra immédiatement les lui rendre.
Lucie apprend par Corinne, la cuisinière, que François les avait donnés, sur quoi elle rend visite à cette femme et lui demande les bijoux. Comme elle rentre chez elle, Gaspar l'insulte, mais elle est défendue par François et Robert. Dans la confusion, le pistolet que Gaspar pointait sur François part et l'antiquaire est tué. Repentant, François abandonne la vamp et assume sa position de chef de famille, pendant que Lucie, grâce à la médiation du Père Moret, peut enfin épouser Robert.

## Fiche technique
- Titre original : Southern Pride
- Réalisation : Henry King
- Scénario : Julian Louis Lamothe
- Société de production : American Film Company
- Société de distribution :  Mutual Film Corporation
- Pays d’origine :  États-Unis
- Langue : anglais
- Format : Noir et blanc - 35 mm - 1,37:1 - Muet
- Genre : drame
- Durée : 5 bobines
- Date de sortie :
  - États-Unis : 8 octobre 1917
- Licence : Domaine public

## Distribution
- Gail Kane : Lucie De Montrand
- Cora Drew : Tante Jeanne
- Jack Vosburgh : François De Montrand
- Robert Klein : Gaspar La Roche
- Spottiswoode Aitken : Père Moret
- George Periolat : James Morgan
- Lewis J. Cody : Robert Orme